# Salangane du Kinabalu
Collocalia dodgei
Espèce
La Salangane du Kinabalu (Collocalia dodgei) est une espèce d'oiseaux de la famille des Apodidae.

## Répartition
Cet oiseau est endémique du nord de Bornéo (mont Kinabalu).